# Gerstenbüttel
Gerstenbüttel is een plaats in de Duitse gemeente Müden (Aller), deelstaat Nedersaksen, en telt 218 inwoners (2006).